# ゴルバンタミル
ゴルバンタミル（Гурван Тамир）は、モンゴル国ウランバートル市バヤンゴル区に位置する私立10年制学校。ゴルバンタミルとは、モンゴル語で「3つの力」との意味である。
1999年、モンゴル民主党所属（後に市民のゾリクに移籍）の政治家・エルデネが出資し、国立10年制学校数学教師だったオトゥゴンバートルがお雇い校長に就任。モンゴル初の私立10年制学校として、数学・英語・日本語教育を売り物にした。創立当初は、エルデネの長女を含めて2名の生徒から出発した。
エルデネとオトゥゴンバートルの意見対立から、オトゥゴンバートルは辞職。経営陣は総入れ替えとなり、現在の校長・エルデンチメグはモンゴル赤十字社事務長の娘である。モンゴル日本センターの職員は、オトゥゴンバートルは教育者の器だったが、エルデンチメグは経営者の器だと述べる。